# Intransitivität (Grammatik)
Intransitive Verben (in der deutschen Grammatik auch: nicht zielende Verben) binden im Gegensatz zu transitiven Verben kein direktes Objekt (d. h. in Akkusativsprachen wie etwa dem Deutschen kein Akkusativobjekt) und bilden kein persönliches Passiv.

## Beispiele
- existieren
- schneien
- blühen
- „essen“ dagegen ist ein transitives Verb: „Ich esse einen Fisch“ (Subjekt – Prädikat – Akkusativobjekt).

## Grenzfälle
Intransitive Verben verlangen von sich aus kein direktes Objekt, in bestimmten Konstruktionen kann ihnen aber doch auch ein Akkusativobjekt hinzugefügt werden. Ein solcher Fall ist die sogenannte Etymologische Figur, zum Beispiel „einen Kampf kämpfen“. Hierbei wird ein Substantiv des gleichen Wortstamms oder Wortfeldes zur Verstärkung des Verbs als sogenanntes inneres Objekt ergänzt. Umgekehrt können an sich transitive Verben unter bestimmten Bedingungen auch ohne Objekt, also in intransitiver Konstruktion, erscheinen. Siehe für verschiedene Arten solcher Variantenbildung den Artikel Transitivität (Grammatik), insbesondere den Abschnitt Transitive Verben und transitive Sätze.
Für einen Sonderfall von intransitiven Verben, deren einzige Ergänzung eher Eigenschaften eines Objekts als eines Subjekts zeigt, siehe den Artikel Unakkusativisches Verb.

## Passiv
Eine Passivierung intransitiver Verben ist in manchen Sprachen und für gewisse solche Verben möglich (in der Regel aber nicht, wenn ein unakkusativisches Verb vorliegt). Hierbei entsteht dann eine Konstruktion ohne bzw. ohne echtes Subjekt, das unpersönliche Passiv. Beispiel: „Es darf gelacht werden“.

## Partizip II
Echte intransitive Verben können zwar ein sogenanntes Partizip II bilden, aber dieses kann nicht als Adjektiv-Attribut oder prädikativ verwendet werden, sondern dient nur zur Bildung der analytisch gebildeten Zeiten Perfekt, Plusquamperfekt und Futur II. Es handelt sich also eigentlich nicht um ein „Partizip“ (Mittelwort) mit eigenschaftswortähnlichen Eigenschaften (Flexion, Verneinbarkeit, Steigerungsfähigkeit). In diesem Fall findet gelegentlich der Ausdruck Supinum Verwendung.
Unakkusativische Verben können dagegen ein echtes Partizip II bilden, das sich, anders als bei den transitiven Verben, auf das Subjekt des aktivischen Satzes bezieht und so aktiven Charakter hat.
- Er ist desertiert. (Perfekt)
- Ein desertierter Soldat (attributiv)

## Sonstiges
In Ergativsprachen ist das Subjekt in Sätzen mit intransitivem Verb im Absolutiv, bei Sätzen mit transitivem Verb dagegen im Ergativ und das Objekt im Absolutiv.
Zu verschiedenen grammatischen Typen von intransitiven Verben siehe auch den Artikel unakkusativisches Verb.